# Alnitak
Alnitak (Zeta Orionis, ζ Ori) – jedna z jaśniejszych gwiazd w gwiazdozbiorze Oriona (obserwowana wielkość gwiazdowa: +1,79m). Odległa od Słońca o około 1260 lat świetlnych.

## Nazwa

Położenie w gwiazdozbiorze

Nazwa Alnitak wywodzi się z języka arabskiego. Słowo ‏النطاق‎ an-niṭāq oznacza „pas” (Oriona). Międzynarodowa Unia Astronomiczna w 2016 formalnie zatwierdziła użycie nazwy Alnitak dla określenia tej gwiazdy.

## Charakterystyka obserwacyjna

Alnitak (jasna gwiazda w środku) i otaczające ją mgławice

Jest to wschodnia gwiazda pasa Oriona. Na ziemskim niebie sąsiaduje z mgławicami Płomień i IC 434, w pobliżu słynnej Mgławicy Koński Łeb.

## Charakterystyka fizyczna

Porównanie rozmiarów Słońca i Alnitaka (ζ Ori Aa)

Alnitak jest gwiazdą potrójną, w skład której wchodzą dwa bardzo bliskie składniki (ζ Ori Aa i Ab) oraz jeden obiegający tę parę w większej odległości (ζ Ori B). Różne metody pomiaru dają różne wartości odległości tego systemu gwiezdnego, co ma wpływ na wyznaczone parametry gwiazd, jednak wynik otrzymany dzięki fotometrii – około 387 pc (1260 lat świetlnych) – jest spójny z przynależnością systemu do asocjacji Orion OB1. Podane niżej parametry fizyczne zakładają taką odległość.

### Zeta Orionis Aa
Zeta Orionis Aa, czyli właściwy Alnitak, to błękitny nadolbrzym, najjaśniejsza gwiazda typu widmowego O (O9,5 Iab) na ziemskim niebie. Ma obserwowaną wielkość gwiazdową 2,1m i wielkość absolutną −6,0m. Gwiazda ma temperaturę około 30 000 K, przez co promieniuje głównie w ultrafiolecie. Jej jasność w zakresie widzialnym jest 10 tysięcy razy większa niż jasność Słońca, ale po uwzględnieniu emisji nadfioletowej okazuje się być łącznie 100 000 razy większa. Pomiary ruchu orbitalnego składników Aa i Ab pozwalają określić masę pierwszego na 33 ± 10 mas Słońca, jego promień to 20,0 ± 3,2 promienia Słońca. Prędkość jego rotacji to 110 ± 10 km/s, co 7 dni wykonuje pełny obrót wokół osi ustawionej pod kątem 40° względem kierunku obserwacji z Ziemi. Gwiazda ma kilka milionów lat (modele ewolucji gwiazd, na podstawie których określa się wiek, są zależne od metaliczności). Mając tak dużą masę eksploduje jako supernowa.

### Zeta Orionis Ab
Składnik ten został odkryty dzięki interferometrii  w 2000 roku. Wraz z jaśniejszą towarzyszką okrąża wspólny środek masy w czasie 7,3 roku. Jest to podolbrzym, gwiazda typu widmowego B1. Ma wielkość obserwowaną 4,3m i wielkość absolutną −3,9m. Masa tej gwiazdy to 14 ± 3 M☉, a promień 7,3 ± 1,0 R☉.

### Zeta Orionis B
Składnik ten został odkryty przez śląskiego astronoma Georga Kunowskiego w 1819 roku. Jest to gwiazda o wielkości 3,70 ± 0,01m, oddalona od jaśniejszej pary o 2,40 sekundy kątowej (pomiar z 2013 roku). Niewielka zmiana położenia i odległości od ζ Ori A w ciągu ponad stulecia wskazuje na ruch orbitalny. Jest to błękitny olbrzym, należy do typu widmowego B0 III. Jego wielkość obserwowana to 4,0m, zaś absolutna to −4,1m. Jest to gwiazda zmienna typu Beta Cephei, która obraca się wokół osi z prędkością 350 km/s.

### Zeta Orionis C
Optyczny składnik Zeta Orionis C jest gwiazdą o wielkości 9,54 ± 0,03m, oddaloną o 58,10″ od składnika A (pomiar z 2013 r.) i 59,8″ od składnika B (w 2002 r.).